# بارکووو (استان وارمی-ماسوری)
بارکووو (به لهستانی:  Barkowo) یک روستا در لهستان است که در گمینا گووداپ واقع شده‌است.